# Kirsten Bakker
Kirsten Marjon Bakker (Zwolle, 15 februari 1992) is een Nederlands voetbalster die uitkwam voor PEC Zwolle en FC Twente.

## Clubcarrière

### Jeugd
Bakker begon haar voetbalcarrière bij SV 't Harde. In 2007 ging ze daarnaast ook bij FC Twente in de jeugd voetballen. Doordeweeks trainde ze bij FC Twente en SV 't Harde. In het weekend speelde ze met 't Harde dan een wedstrijd in competitieverband en met FC Twente speelde ze af en toe een oefenwedstrijd. In de zomer van 2008 verliet ze 't Harde om met de B3 van FC Twente in competitieverband te gaan spelen.

### FC Twente
Op 28 maart 2009 maakte Bakker haar debuut voor FC Twente. In de tweede ronde van de KNVB beker speelde ze de gehele wedstrijd die met 2–0 gewonnen werd tegen HZVV. In seizoen 2009/10 verovert Bakker een basisplaats in het elftal. Samen met Maud Roetgering vormt ze gedurende het seizoen het centrum van de verdediging. In seizoen 2010/11 verloor ze aanvankelijk haar basisplaats aan Larissa Wigger, maar na diens blessure werd er weer een beroep gedaan op Bakker. Op 12 mei 2011 veroverde ze de landstitel met de club. Doordat Wigger gedurende het seizoen 2011/12 grotendeels uitgeschakeld was, kreeg Bakker volop speeltijd. Totdat zij in de slotfase van de competitie zelf met een blessure te kampen kreeg. In 2015 nam ze afscheid van FC Twente.

### PEC Zwolle
Omdat ze haar studie vanaf 2015 vervolgt in Zwolle, heeft ze voor het nieuwe seizoen gekozen om verder te gaan bij PEC Zwolle.

### Carrièrestatistieken
| Seizoen         | Club            | Land            | Competitie             | Competitie | Competitie | Beker | Beker | Internationaal | Internationaal | Overig | Overig | Totaal | Totaal |
| Seizoen         | Club            | Land            | Competitie             | Wed.       | Dlp.       | Wed.  | Dlp.  | Wed.           | Dlp.           | Wed.   | Dlp.   | Wed.   | Dlp.   |
| --------------- | --------------- | --------------- | ---------------------- | ---------- | ---------- | ----- | ----- | -------------- | -------------- | ------ | ------ | ------ | ------ |
| 2008/09         | FC Twente       | Nederland       | Eredivisie             | 0          | 0          | 1     | 0     | –              | –              | –      | –      | 1      | 0      |
| 2009/10         | FC Twente       | Nederland       | Eredivisie             | 15         | 0          | 2     | 0     | –              | –              | –      | –      | 17     | 0      |
| 2010/11         | FC Twente       | Nederland       | Eredivisie             | 16         | 0          | 2     | 1     | –              | –              | –      | –      | 18     | 1      |
| 2011/12         | FC Twente       | Nederland       | Eredivisie             | 11         | 1          | 3     | 0     | 2              | 0              | 0      | 0      | 15     | 1      |
| 2012/13         | FC Twente       | Nederland       | BeNe League Orange/WBL | 8          | 0          | 0*    | 0     | –              | –              | –      | –      | 8      | 0      |
| 2013/14         | FC Twente       | Nederland       | Women's BeNe League    | 18         | 0          | 0*    | 0     | 5              | 0              | –      | –      | 23     | 0      |
| 2014/15         | FC Twente       | Nederland       | Women's BeNe League    | 15         | 1          | 0*    | 0     | 0              | 0              | –      | –      | 15     | 1      |
| 2015/16         | PEC Zwolle      | Nederland       | Eredivisie             | 21         | 1          | 1     | 0     | 0              | 0              | –      | –      | 22     | 1      |
| 2016/17         | PEC Zwolle      | Nederland       | Eredivisie             | 17         | 0          | 1     | 0     | –              | –              | –      | –      | 18     | 0      |
| Carrière totaal | Carrière totaal | Carrière totaal | Carrière totaal        | 117        | 3          | 10    | 1     | 7              | 0              | 0      | 0      | 134    | 4      |

## Interlandcarrière

### Nederland onder 19
In 2010 werd Bakker door bondscoach Hesterine de Reus toegevoegd aan de EK-selectie van Oranje onder 19. Op het Europees kampioenschap in Macedonië speelde Bakker drie van de vier duels. Nederland werd uiteindelijk uitgeschakeld in de halve finales na strafschoppen. Ze debuteerde op 24 mei 2010 voor Nederland –19 in een EK-wedstrijd tegen Frankrijk –17 (2 – 0).
| Interlands van Kirsten Bakker | Interlands van Kirsten Bakker | Interlands van Kirsten Bakker | Interlands van Kirsten Bakker | Interlands van Kirsten Bakker | Interlands van Kirsten Bakker |
| №                             | Datum                         | Wedstrijd                     | Uitslag                       | Soort Wedstrijd               | Doelpunten                    |
| Als speler bij FC Twente      | Als speler bij FC Twente      | Als speler bij FC Twente      | Als speler bij FC Twente      | Als speler bij FC Twente      | Als speler bij FC Twente      |
| ----------------------------- | ----------------------------- | ----------------------------- | ----------------------------- | ----------------------------- | ----------------------------- |
| 1.                            | 24 mei 2010                   | Nederland – Frankrijk         | 2 – 0                         | EK –19 2010                   | 0                             |
| 2.                            | 30 mei 2010                   | Spanje – Nederland            | 0 – 2                         | EK –19 2010                   | 0                             |
| 3.                            | 2 juni 2010                   | Nederland – Engeland          | 4 – 5                         | EK –19 2010                   | 0                             |
| 4.                            | 24 november 2010              | Nederland – Rusland           | 1 – 2                         | Vriendschappelijk             | 0                             |
| 5.                            | 13 februari 2011              | België -19 – Nederland        | 0 – 1                         | Vriendschappelijk             | 0                             |
| 6.                            | 23 februari 2011              | Duitsland – Nederland         | 2 – 0                         | Vriendschappelijk             | 0                             |
| 7.                            | 5 maart 2011                  | Italië – Nederland            | 0 – 3                         | Vriendschappelijk             | 0                             |
| 8.                            | 6 maart 2011                  | Zwitserland – Nederland       | 1 – 2                         | Vriendschappelijk             | 0                             |
| 9.                            | 8 maart 2011                  | Schotland– Nederland          | 1 – 0                         | Vriendschappelijk             | 0                             |
| 10.                           | 31 maart 2011                 | Nederland – Litouwen          | 11 – 0                        | Kwalificatie EK –19           | 0                             |
| 11.                           | 2 april 2011                  | Denemarken – Nederland        | 0 – 3                         | Kwalificatie EK –19           | 0                             |
| 12.                           | 5 april 2011                  | Frankrijk – Nederland         | 0 – 1                         | Kwalificatie EK –19           | 0                             |
| 13.                           | 15 mei 2011                   | Nederland – Jordanië          | 9 – 0                         | Vriendschappelijk             | 0                             |
| 14.                           | 30 mei 2011                   | Spanje – Nederland            | 1 – 1                         | EK –19 2011                   | 0                             |
| 15.                           | 2 juni 2011                   | Noorwegen – Nederland         | 3 – 0                         | EK –19 2011                   | 0                             |
| 16.                           | 5 juni 2011                   | Nederland – Duitsland         | 1 – 2                         | EK –19 2011                   | 0                             |

### Nederland onder 16
Op 1 juli 2008 debuteerde Bakker voor Nederland –16 in een vriendschappelijke wedstrijd tegen Finland –16 (2 – 0).
| Interlands van Kirsten Bakker | Interlands van Kirsten Bakker | Interlands van Kirsten Bakker | Interlands van Kirsten Bakker | Interlands van Kirsten Bakker | Interlands van Kirsten Bakker |
| №                             | Datum                         | Wedstrijd                     | Uitslag                       | Soort Wedstrijd               | Doelpunten                    |
| Als speler bij FC Twente      | Als speler bij FC Twente      | Als speler bij FC Twente      | Als speler bij FC Twente      | Als speler bij FC Twente      | Als speler bij FC Twente      |
| ----------------------------- | ----------------------------- | ----------------------------- | ----------------------------- | ----------------------------- | ----------------------------- |
| 1.                            | 1 juli 2008                   | Nederland – Finland           | 2 – 0                         | Vriendschappelijk             | 0                             |

## Erelijst

### MetFC Twente
| Competitie              | Winnaar | Winnaar                            | Runner-up | Runner-up |
| Competitie              | Aantal  | Jaren                              | Aantal    | Jaren     |
| ----------------------- | ------- | ---------------------------------- | --------- | --------- |
| Nationaal               |         |                                    |           |           |
| Landskampioen Nederland | 4x      | 2010/11, 2012/13, 2013/14, 2014/15 | 1x        | 2011/12   |
| KNVB beker              | 1x      | 2014/15                            | 1x        | 2013/14   |